# Cara Kiri
Cara Kiri è il secondo album di Pippo Franco, pubblicato dalla Dischi Ricordi su vinile a 33 giri nel 1971.

## Tracce
Testi e musiche di Pippo Franco, eccetto dove indicato.
Lato A
1. Hai stata tu – 2:12 (Mario Castellacci, Pippo Franco, Gigi Proietti, Pier Francesco Pingitore)
2. America – 2:25 (Franco, Pingitore, Mario Pogliotti, Proietti)
3. Cesso – 2:35 (Franco, Proietti)
4. La nevrosi – 3:50
5. La licantropia – 3:30

Lato B
1. Quel vagone per Frosinone – 2:20
2. Ninna nanna – 2:25
3. Esmeralda – 2:15
4. Karakiri – 4:15 (Castellacci, Franco, Dimitri Gribanowsky, Pingitore)
5. La statistica – 4:10 (Castellacci, Franco, Gribanowsky, Pingitore)